# Alejandro Marvez
Jesús Alejandro Marvez Mujica (Montalbán, Carabobo; 6 de julio de 1982) es un político venezolano, fue alcalde del Municipio Valencia. Actualmente es secretario de Relaciones Políticas e Institucional del Gobierno de Carabobo encabezado por Rafael Lacava.

## Estudios
Cursó estudios en Gestión Social y Economía Política en el convenio de la Universidad Bolivariana de Venezuela (UBV) y la Universidad de La Habana entre 2003 y 2005. En 2007, realizó el Diplomado en Gerencia, Gobernabilidad y Planificación Estratégica en la Academia Militar del Ejército. Es especialista en evaluación, planificación, asesoría y ejecución de programas sociales de atención y asistencia a la juventud, con énfasis en el área de gerencia deportiva, atención al atleta y talento de alto rendimiento.
En 2022, culminó sus estudios en Cambridge International Consulting sobre negociación con método Harvard. Asimismo, culminó la maestría en Asesoramiento de Imagen y Consultoría Política en la Universidad Camilo José Cela.

## Carrera política
Fue Gerente Regional de Fundacomunal (2007-2009). En 2009, fue el coordinador regional del Frente de Jóvenes y Estudiantes por la Enmienda Constitucional.
También fue director Ejecutivo del Instituto Nacional de la Juventud (Carabobo 2009-2011). En 2012 fue secretario Ejecutivo en el estado Carabobo del “Comando de Campaña Carabobo 2012”, que logró la reelección del presidente Hugo Chávez Frías. Asimismo, fue director del despacho de la Alcaldía de Puerto Cabello y presidente del Instituto Municipal de Deportes (2012-2014) durante la gestión del entonces alcalde Rafael Lacava.
En 2014, se convirtió en gerente general del Carabobo Fútbol Club, pasándolo de 2.ª división a 1.ª división en 2015. Ya para el 2016, fue presidente de la Academia de Fútbol de Puerto Cabello.
El 20 de octubre de 2017, fue nombrado por el Gobernador de Carabobo, Rafael Lacava como Secretario privado del Despacho de la Gobernación dentro del gabinete. Como secretario, fue el encargado del plan de limpieza «A Carabobo le ponemos corazón», y culpó al anterior alcalde Miguel Cocchiola a quien llamó «Cochinola» de la basura acumulada en el estado.

### Alcalde de Valencia
El 1 de noviembre de 2017, fue proclamado como candidato del Partido Socialista Unido de Venezuela (PSUV), según informó el vicepresidente de dicho partido Diosdado Cabello a través del programa Con el Mazo Dando.[7] El 23 de noviembre inició su campaña en Ciudad Chávez, en un evento donde asistió un centenar de personas. En las elecciones del 10 de diciembre, Marvez logró la alcaldía, al obtener 161.881 votos (70,39%), el porcentaje más alto en una elección de este municipio, enfrentándose al diputado Carlos Lozano del partido Carabobo Militancia Nacional (CAMINA), quien alcanzó 44.557 votos (19,37%) y al actual alcalde, Miguel Cocchiola quien obtuvo 21.881 votos (9.51%), una votación muy reducida en comparación de la elección anterior.
Durante su gestión se destacó por aplicar políticas de saneamiento dentro del municipio Valencia, logrando posicionarlo en 2019 como "la ciudad más limpia de Venezuela" según el Observatorio Venezolano de Servicios Públicos (OVSP).[10] Igualmente destacó la recuperación integral al centro histórico de Valencia, con la rehabilitación del Teatro de Valencia, la calle Colombia, la Plaza Bolívar de Valencia, el Centro de Artes Vivas Alexis Mújica (CAVAM), el Museo Mandela, entre otros; en.[11]
Por otro lado, sus políticas de unificación de la ciudad se vieron fortalecidas de manera positiva con su plan "Una sola Valencia", el cual se enfocó en la mejora de los servicios públicos de norte a sur, destacando la rehabilitación de pozos de agua potable, asfaltado, limpieza de canales y caños, iluminación y recuperación de espacios públicos como el Parque Los Paraísos, la Plaza Santa Rosa, etc.
Posterior a la culminación de su mandato como alcalde de Valencia, asumió la tarea de dirigir la Secretaría para Relaciones Políticas e Institucionales de la Gobernación del estado Carabobo, bajo el liderazgo del gobernador Rafael Lacava.